# Jonas Ransgård
Lars Jonas Ransgård, född 11 september 1971 i Brämaregårdens församling i Göteborg, är en svensk ekonom  och sedan 22 augusti 2019 direktor för Göteborgs stift.

## Biografi
Ransgård har en examen i internationell ekonomi från Handelshögskolan vid Göteborgs universitet. Han har också en filosofie kandidatexamen i franska. Ransgård var under en tid timanställd kyrkovaktmästare i Lundby församling samt organistvikarie i Råda och Lundby församlingar. Han har varit ledamot i styrelsen för Göteborgs kyrkliga stadsmission samt innehar venia.
Ransgård är gift och har två barn.

### Politiskt engagemang
Han var gruppledare för Moderaterna i Göteborgs stads kommunfullmäktige 2010–2018 och vice ordförande i kommunstyrelsen 2011–2018. Han var kommunalråd från 2007 och har bland annat varit vice ordförande i kommunstyrelsens personal- och arbetsmarknadsdelegation, i idrotts- och föreningsnämnden (2003–2010) samt i stadsdelsnämnden Lundby (1995–2002).
Jonas Ransgård var 2011–2018 även ordförande i Göteborgsregionens kommunalförbund (GR) som är en samarbetsorganisation för 13 kommuner i Västsverige. Han var ersättare i förbundsstyrelsen för Sveriges Kommuner och Landsting 2011-2019.
Efter valet 2018, vilket medförde ett valnederlag för moderaterna, avgick Ransgård som gruppledare för partiet i Göteborgs kommunfullmäktige och ersattes av Axel Josefson. Mellan 2018 och 2023 var han styrelseordförande för Göteborg & Co.